# 砚台镇
砚台镇，是中华人民共和国重庆市垫江县下辖的一个乡镇级行政单位。

## 行政区划
砚台镇下辖以下地区：
汪家社区、砚台社区、高新社区、金钟村、水口村、定安村、顺昌村、大佛村、农光村、太安村、白云村、石梯村、百胜村、新渡村、临江村和登丰村。

## 沿革
- 硯台鎮以街旁蓮花溪中有一大石，形狀如硯得名。鎮人民政府駐硯台場，距縣城27公里。清康熙時屬八莊裡。光緒時為硯石場。宣統時屬董家鄉。民國20年(1931)置硯石鄉，旋改「石」為「台」。民國29年與董家鎮合併為董硯鄉。1953年分置硯台鄉，1955年又合併為董硯鄉，1962年分置硯台人民公社。1983改社置鄉，1985年又改鄉置鎮，實行鎮管村體制。
- 2001年6月12日，從澄溪鎮中劃出硯台、登豐、臨江、石梯、新渡、永紅、上游、解放、太安、咸豐、百勝等11個村與原汪家鄉合併，設立硯台鎮。新設立的硯台鎮管轄原汪家鄉和澄溪鎮劃出的11個村，共轄21個村[3]。